# بيتر فون زان
بيتر فون زان (بالألمانية: Peter von Zahn)‏ هو كاتب سيناريو وصحفي ومخرج ألماني، ولد في 29 يناير 1913 في كيمنتس في ألمانيا، وتوفي في 26 يوليو 2001 في هامبورغ في ألمانيا.

## وصلات خارجية
- بيتر فون زان على موقع IMDb (الإنجليزية)
- بيتر فون زان على موقع مونزينجر (الألمانية)
- بيتر فون زان على موقع قاعدة بيانات الفيلم (الإنجليزية)
- بيتر فون زان على موقع كينوبويسك (الروسية)